# The Lie (film, 1914)
Pour les articles homonymes, voir The Lie.
The Lie est un film muet américain réalisé par Allan Dwan et sorti en 1914.

## Synopsis
Auld MacGregor, un Écossais très pieux et dogmatique, se trouve face à un dilemme pour sauver sa fille...

## Fiche technique
- Titre : The Lie
- Réalisation : Allan Dwan
- Scénario : Jeanie Macpherson
- Durée : 20 minutes
- Date de sortie : 
  - États-Unis : 6 juin 1914

## Distribution
- Murdock MacQuarrie : Auld MacGregor
- Pauline Bush : sa fille
- William Lloyd
- Lon Chaney
- Richard Rosson
- Arthur Rosson
- Fred McKay
- James Neill